# افتخار أحمد شودري
افتخار أحمد شودري هو قاضي باكستاني شغل منصب رئيس المحكمة العليا الباكستانية. أصدر حكما بوقف العمل بقوانين الحسبة الإسلامية في باكستان. وقد عرف بقراراته الصارمة ضد بعض تصرفات الحكومة وبخاصة في مجال حقوق الإنسان مما دفع الرئيس الباكستاني برفيز مشرف إلى إقالته من منصبة بعد اتهامه بسوء استخدام السلطة، وعين محله قاض من الأقلية الهندوسية الصغيرة بباكستان كرئيس المحكمة العليا للبلاد بالإنابة. وقد أثار القرار الرئاسي ردود فعل غاضبة عُدت أخطر تحد واجه الجنرال مشرف منذ وصوله إلى الحكم عبر انقلاب 1999. وقد أدى إقالة شودري إلى اندلاع مظاهرات عارمة في باكستان تزعمتها المعارضة، وكان شودري قد عارض قرارات الحكومة في مجالات عدة، بدءا من ملف الفساد إلى ملف المعتقلين عند أجهزة الأمن والذين يقبعوا بالسجون دون وحاكمة. وقد انتهت أزمة القضاء في باكستان بعد أن قضت محكمة لصالح عودة افتخار شودري كبيرا للقضاة من جديد. ورحب مشرف بقرار المحكمة وأعلن أنه سيحترمه .
ومن أبرز أحكامه الصارمة المقارعة للرئيس الباكستاني: أمر رئيس المحكمة الباكستانية العليا، افتخار شودري، الخميس 27/09/2007، بإطلاق سراح المعارضين السياسيين الذين اعتقلتهم الحكومة بشكل فوري، في تحد مباشر للرئيس برويز مشرف 
وفي يوم السبت 3 نوفمبر 2007 أعلن الرئيس الباكستاني برفيز مشرف وبعد ساعات من إعلان حالة الطوارئ في البلاد وتعليق العمل بالدستور، إقالة رئيس المحكمة العليا افتخار تشودري، مؤكدا أن كبير قضاة المحكمة العليا افتخار تشودري وثمانية قضاة رفضوا التصديق على المرسوم الدستوري المؤقت الذي اصدره مشرف، مما دفع الرئيس مشرف لإقالة تشودري. وقد اعتصم تشودري مع باقي القضاة في مقر المحكمة العليا وحاصرتهم الشرطة إثر إقالتهم جميعا 
وفي يوم الاثنين 16/3/2009 وافقت الحكومة الباكستانية على إعادة القضاة المعزولين وبينهم رئيس المحكمة العليا افتخار تشودري في خطوة تهدف إلى نزع فتيل الأزمة السياسية المتفاقمة بينها وبين المعارضة 